# Ланча Ардеа
Ланча Ардеа е автомобил, произвеждан от италианския автомобилен производител Ланча.

## История
Ланча Ардеа може да се нарече първият малолитражен автомобил на торинския производител. Автомобилът е имал за цел да се намеси в сегмента на малките автомобили, където на подиума са ФИАТ 500 Тополино и Фолксваген Кафер. Моделът е разработен от инженерите на компанията и семейство Ланча (Артуро Ланча – братовчед на Винченцо Ланча). Времената са особено трудни. Времена на война и основателят на компанията е починал, а както говорели всички за него, той е дал сърцето и душата си за компанията. Прототипът тестван в началото на 1939 г. е скъсена версия на Ланча Априлия. За дизайна на автомобила отговаря Виторио Яно (Vittorio Jano). Кодовото име на автомобила е Типо 250.
През 1939 г. автомобилът се е появява и на корицата на италианското списание „Мото Италия“. Съпругата на Винченцо Ланча – Аделе Ланча, има много добро впечатление от автомобила. Малка част от италианците тогава определят автомобила като малък и изпадат в недоумение относно каросерията и елементи от интериора. Автомобилът успява да се утвърди и да запази авторитета на марката и честта на семейство Ланча. Симпатичен, лек и маневрен и интересни решения в интериорно отношение. Името Ардеа идва от древен град и местност в региона на Лацио (южна Италия).

## Конструкция
На олекотена платформа от Ланча Априлия е разположен четирицилиндров мотор и място за 5 пасажери.

## Специални версии
- Ланча Ардеа Загато
- Ланча Ардеа фургон
- Ланча Ардеа такси

## Спортни изяви
- „Mattiuzzi Angelo Primo Folgori Domenico“ – 1940 година
- „Милле Миля ди пиколо“ – 1000 мили за малки автомобили – 1948 година
- „Candini Giuseppe Candini Marcello“ – 1952 година

## Производство
Моделът е произвеждан между 1939 и 1953 г. в завода на Ланча в Торино, Италия. През годините производството е прекратявано от 1941 до 1945 г. До 1953 г. са произведени 31 925 екземпляра. Автомобилът е произведен в четири серии.